# Why Do Fools Fall in Love (album)
Albums de Diana Ross
Diana
(1980) Silk Electric
(1982)
Singles
1. Why Do Fools Fall in Love
Sortie : 25 septembre 1981
2. Mirror Mirror
Sortie : 11 décembre 1981
3. Work That Body
Sortie : 19 mars 1982
4. It's Never Too Late
Sortie : juillet 1982

Why Do Fools Fall in Love est le douzième album studio de la chanteuse Diana Ross, sorti le 14 septembre 1981 chez RCA Records.
Il s'agit du premier des six albums de Diana Ross publiés par le label RCA au cours des années 1980. Il atteint la 15e place du classement des albums Billboard 200 et la 4e place au classement R&B aux États-Unis, la 17e place de l'Albums Chart au Royaume-Uni ainsi que le top 20 des classements en Suède, en Norvège et aux Pays-Bas. L'album est certifié disque de platine aux États-Unis et disque d'or au Canada et au Royaume-Uni.

## Contexte
Why Do Fools Fall in Love est le premier album que Diana Ross enregistre après avoir quitté le label Motown, lorsqu'elle signe un contrat de 20 millions de dollars avec RCA Records. À l'origine, Nile Rodgers et Bernard Edwards devaient produire la suite de l'album Diana (1980). Cependant, leur emploi du temps était chargé, car ils devaient également produire le premier album solo de Debbie Harry, KooKoo, l'album I Love My Lady de Johnny Mathis et l'album Take It Off pour leur groupe Chic. Diana Ross donne alors sa parole au président de RCA, Robert Summers, de produire un album pour les fêtes de fin d'année 1981, et produit elle-même l'album pour la première fois.

## Liste des titres
| 1. | Why Do Fools Fall in Love | - Frankie Lymon - Morris Levy         | 2:53 |
| 2. | Sweet Surrender           | - Leonard Stack - Cheryl Christiansen | 4:09 |
| 3. | Mirror, Mirror            | - Michael Sembello - Dennis Matkosky  | 6:08 |
| 4. | Endless Love              | Lionel Richie                         | 4:56 |

| Face B | Face B              | Face B                                | Face B | Face B | Face B | Face B | Face B | Face B | Face B |
| No     | Titre               | Auteur                                | Durée  |        |        |        |        |        |        |
| ------ | ------------------- | ------------------------------------- | ------ | ------ | ------ | ------ | ------ | ------ | ------ |
| 5.     | It's Never Too Late | Dan Hartman                           | 3:19   |        |        |        |        |        |        |
| 6.     | Think I'm in Love   | L. Cheryl Taylor                      | 4:15   |        |        |        |        |        |        |
| 7.     | Sweet Nothings      | - Ronnie Self - Dub Albritton         | 3:00   |        |        |        |        |        |        |
| 8.     | Two Can Make It     | - Dean Pitchford - Tom Snow           | 3:24   |        |        |        |        |        |        |
| 9.     | Work That Body      | - Diana Ross - Paul Jabara - Ray Chew | 5:01   |        |        |        |        |        |        |
| 35:46  |                     |                                       |        |        |        |        |        |        |        |

## Personnel
Crédits provenant du livret de Why Do Fools Fall in Love.
- Diana Ross – chant, chœurs (1-4, 6-9)
- Rob Mounsey – piano acoustique (1)
- Ray Chew – Rhodes (1, 6), piano acoustique (2-5, 7-9), arrangements (2-5, 8, 9)
- Pat Rebillot – piano acoustique (4)
- Ed Walsh – synthétiseurs (4)
- Leon Pendarvis – Rhodes (5, 7), arrangements (7)
- Ron Frangipane – piano acoustique (6), synthétiseurs (6), arrangements (6)
- Bob Kulick – guitare (1), guitare électrique (3)
- Eric Gale – guitare électrique (1, 2, 5-8) guitare rythmique (3)
- Jeff Mironov – guitare électrique (1, 4-7, 9) guitare rythmique (3)
- Neil Jason – basse (1, 3-7, 9)
- Francisco Centeno – basse (2, 8)
- Yogi Horton – batterie
- Ralph MacDonald – percussion (1, 3, 5-7, 9)
- George Young – saxophone ténor (1)
- Don Brooks – harmonica (2)
- Michael Brecker – saxophone ténor (7)
- Bert DeCoteaux – arrangements de cuivres et de cordes (1)
- Paul Riser – arrangements de cuivres et de cordes (2, 4, 5, 6, 8)
- Randy Brecker – arrangements de cuivres (3, 7)
- Lamar Alsop – premier violon (1, 2, 4-6, 8)
- Lionel Richie – chant et chœurs (4)
- Margaret Dorn - chœurs (5, 9)
- Leata Galloway – chœurs (5, 9)
- Millie Whiteside – chœurs (5, 9)

### Production
- Productrice – Diana Ross
- Assistance à la production – Sephra Herman
- Responsable de production – Matt Murphy
- Ingénieur du son – Larry Alexander
- Assistant ingénieur du son – Dave Greenberg
- Enregistré à la Power Station (New York)
- Mastérisé par Ted Jensen au Sterling Sound (New York).
- Photographie – Claude Mougin
- Pochette – Douglas Kirkland

## Classements et certifications
| Classement (1981–82)               | Meilleure position |
| ---------------------------------- | ------------------ |
| Australie (Kent Music Report)      | 47                 |
| Canada (Canadian Albums)           | 33                 |
| États-Unis (Billboard 200)         | 15                 |
| États-Unis (Top Black Albums)      | 4                  |
| Finlande (Suomen virallinen lista) | 3                  |
| Japon (Oricon)                     | 28                 |
| Norvège (VG-lista)                 | 5                  |
| Pays-Bas (Mega Album Top 100)      | 3                  |
| Suède (Sverigetopplistan)          | 6                  |
| Royaume-Uni (UK Albums Chart)      | 17                 |

| Classement (1981)        | Position |
| ------------------------ | -------- |
| Pays-Bas (Album Top 100) | 13       |

| Classement (1982)             | Position |
| ----------------------------- | -------- |
| États-Unis (Billboard 200)    | 45       |
| États-Unis (Top Black Albums) | 18       |

### Certifications
| Région                                | Certification | Ventes/Streams |
| ------------------------------------- | ------------- | -------------- |
| Canada (Music Canada)                 | Or            | 50 000^        |
| États-Unis (RIAA)                     | Platine       | 1 000 000^     |
| Finlande (IFPI)                       | Or            | 25 000         |
| Royaume-Uni (BPI)                     | Or            | 100 000^       |
| ^Mise en rayon selon la certification |               |                |